# Super Muñeco
Hebert Alejandro Palafox Montiel, conocido como Super Muñeco (Ciudad de México, 10 de abril de 1962 - 9 de febrero de 2022), fue un luchador profesional mexicano enmascarado. Antes de ser Super Muñeco, se nombró como Sanguinario Jr., como su padre.

## Carrera
Hizo su debut en la lucha libre profesional el 22 de marzo de 1982, trabajando bajo el nombre de «Sanguinario, Jr.» Un día, a fines de 1983, la novia de Muñeco comentó que era extraño que interpretara a un Rudo sediento de sangre cuando era tan diferente a su personalidad. El comentario desencadenó una idea, basada en un famoso Payaso Vagabundo mexicano llamado El Tramposo. Así es como desarrolló un personaje de ring de "payaso de lucha libre", llamado «Super Muñeco», este personaje se complementaba con una máscara que parecía una cara de payaso sonriente. Súper Muñeco se convirtió rápidamente en técnico, especialmente popular entre la niñez.
Inicialmente, a otros luchadores no les gustaba la personalidad cómica ni les gustaba perder ante «un payaso», lo que los hacía trabajar «rígidos», golpeándolo o torciendo las articulaciones un poco más de lo necesario para mostrar su disgusto. A mediados de la década de 1980, Super Muñeco trabajaba principalmente en el Pabellón Azteca y se convirtió en una de las principales atracciones de sus programas semanales. Se convirtió en una de las primeras estrellas de la televisión cuando el programa de lucha libre regresó a la televisión regular en la década de 1980, ayudando al programa Super Lunes a atraer buenos índices de audiencia.
Se asoció con Super Ráton (un luchador que usa un personaje de anillo Mighty Mouse) y Super Pinocho (basado en el personaje Pinocho) para formar el Trio Fantasia, un trío de comedia que se hizo popular entre los fanáticos. Trío Fantasia ganó el Campeonato de Tríos del Distrito Federal y el Campeonato de Tríos de la AWWA. El equipo también trabajó contra otros equipos con temas de comedia similares orientados a los niños, atrayendo casas llenas para su disputa de la historia con Los Tortugas Ninja , la historia incluso vio a Trío Fantasía formar equipo con el prometedor local Coliseo 2000 para derrotar a Los Tortugas en un partido de Luchas de Apuestas, máscara contra máscara. Trío Fantasía también desenmascararía a Los Thundercats (un trío que lucha como Leono, Panthro y Tigro de la caricatura ThunderCats). A principios de la década de 1990, Trío Fantasía comenzó a trabajar para Asistencia Asesoría y Administración (AAA), una promoción de lucha libre profesional con reputación de utilizar personajes de ring que eran más amigables para los niños, como "Los Power Raiders" (un grupo de imitadores de Power Rangers). En AAA, Súper Pinocho desenmascaró intencionalmente a La Parka para que un fotógrafo pudiera tomar una foto de su rostro; Esta acción hizo que fuera muy impopular tanto entre los luchadores como entre los promotores, y se retiró de la lucha libre.
Comenzó a trabajar una historia contra Los Payasos, un grupo de payasos rudos que eran todo lo contrario de todo lo que representaba él. El 22 de mayo de 1994, Muñeco, Ángel Azteca y El Hijo del Santo se unieron para ganar el Campeonato Nacional de Tríos de México de Los Payasos. El trío improvisado mantuvo el título durante cuatro meses antes de perderlos ante Los Payasos. El 15 de abril de 1995, Super Muñeco, Rey Misterio, Jr. y Octagón derrotaron a Los Destructores (Tony Arce, Vulcano y Rocco Valente) para ganar el Título Nacional de Tríos de México. Lo mantuvieron durante tres meses antes de perder el campeonato ante Fuerza Guerrera, Psicosis y Blue Panther. Después de perder el título de tríos, trabajó más como luchador individual, enfocándose en ganar Luchas de Apuestas, agregando máscaras y cabello a su ya entonces impresionante lista de victorias. Hacía el final de su carrera, trabajó en el circuito independiente mexicano, haciendo apariciones para varias promociones menores. A lo largo de los años ganó más de 100 Luchas de Apuestas con más de 80 victorias de máscaras; las más notables fueron las máscaras de los rivales Coco Rojo, Coco Negro y Coco Verde de Los Payasos (aunque es posible que las tres no hayan sido las originales), Médico Asesino, Jr. y uno de los numerosos Hijos de Huracán Ramírez. Su récord de apuestas solo es superado por Estrella Blanca, quien tiene más de 200 victorias confirmadas en luchas de apuestas.

## Vida personal
Súper Muñeco fue hijo de Hebert Alejandro Palafox Montiel, quien luchó como El Sanguinario. Uno de sus hermanos trabaja como Sanguinario, Jr., el tercero en usar el nombre. Otro hermano también usó el nombre pero ahora trabaja como El Tramposo, un truco de «payaso vagabundo». El luchador que trabaja como Super Muñeco, Jr., no es, como sugiere el nombre, hijo de Muñeco, sino un tercer hermano que usa el nombre.

## Fallecimiento
Murió el 9 de febrero de 2022, a la edad de 59 años.

## Campeonatos y logros
- Asistencia Asesoría y Administración
  - Campeonato Nacional de Tríos (2 veces) – con Ángel Azteca & El Hijo del Santo (1) y Rey Misterio Jr. & Octagón (1)

- AWWA
  - Campeonato Mundial de Peso Junior de AWWA (1 vez)[9]
  - Campeonatos de Tríos de AWWA (1 vez) – con Super Ratón & Super Pinocho

- Comisión de Box y Lucha D.F.
  - Campeonatos de Tríos del Distrito Federal (1 vez) – con Super Ratón & Super Pinocho

- World Wrestling Association
  - Campeonato de Peso Medio de WWA (1 vez)[10]